# جواد شيتنه
جواد أسعد رسول شيتنه المعروف باسم جواد شيتنه (ولد في بلدة راوندوز في محافظة اربيل في يوم 4 تشرين الأول من سنة 1940 - أعدم في يوم 24 أيار من سنة 1982 في مدينة بغداد)، وهو ضابط في القوات المسلحة العراقية خدم كقائد لقوات الفرقة المدرعة الثالثة أثناء الحرب العراقية الإيرانية في قاطع مدينة خرمشهر الإيرانية. أُعدم جواد شيتنه بعد إدانته بالتقصير في معركة تحرير المحمرة.